# المجعارة (إب)
المجعاره هي إحدى قرى الجمهورية اليمنية. وهي تتبع جغرافيًا لمحافظة إب. وإداريًا لمديرية السياني. يبلغ تعداد سكانها 1463 نسمة حسب الإحصاء الذي جرى عام 2004.